# Stow Hill
Stow Hill är en stadsdel och community i staden Newport i Wales, Storbritannien. 
I Stow Hill ligger Newports centrala affärs- och nöjesdistrikt, Newports järnvägsstation, slottet Newport Castle och kyrkan Newport Cathedral. 